# Дайк, Брайт
Чинеду «Брайт» Дайк (англ. Chinedu "Bright" Dike; родился 2 февраля 1987 года, Эдмонд, Оклахома, США) — нигерийский футболист американского происхождения, нападающий.

## Клубная карьера
Дайк — воспитанник университетского футбола. В 2005—2009 годах играл за университетскую команду католического университета Нотр-Дам. В 2010 году был задрафтован клубом «Коламбус Крю» под неожиданно высоким 12-м номером, однако был исключён из команды ещё до начала сезона. 7 апреля 2010 года стал футболистом клуба «Портленд Тимберс» из второго по уровню дивизиона, подписав контракт на 1 год. После преобразования «Портленд Тимберс» во франшизу MLS вошёл в число четырёх первых игроков, подписанных вновь созданной командой. В MLS дебютировал 7 августа 2011 года в матче против «Сан-Хосе Эртквейкс». И уже 18 августа того же года в матче против «Спортинг Канзас-Сити» забил первый гол в национальном чемпионате. Но из-за низкой результативности в первых двух сезонах (6 голов в 23 матчах) в 2012 году был отдан в аренду в «Лос-Анджелес Блюз». После возвращения в «Портленд», так и не смог закрепиться в основном составе, сыграв за 4 сезона
13 матчей, в которых забил 5 мячей.
В сентябре 2013 года перешёл в «Торонто», будучи обменённым на Максимильяно Уррути. И уже 12 сентября 2013 года в матче против «Чикаго Файр» дебютировал за новую команду. А уже 28 сентября того же года в матче против «Ди Си Юнайтед» забил первый гол за «Торонто». Но закрепиться в основном составе «Торонто» Брайт не сумел, сыграв за 3 сезона 11 матчей, в которых забил 1 мяч. В апреле 2015 года был отдан в аренду в клуб Североамериканской футбольной лиги «Сан-Антонио Скорпионс». В августе того же года «Торонто» отказался от услуг игрока.
В феврале 2016 года подписал полуторагодичный контракт с пермским «Амкаром». Сыграв в 4 матчах за уральцев, 23 мая того же года покинул клуб.

## Карьера в сборной
11 ноября 2012 года получил вызов в сборную Нигерию на товарищеский матч против сборной Венесуэлы. 14 ноября в этом матча Дайк вышел в стартовом составе, но был заменён за 68 минуте. 18 ноября 2013 года в товарищеском матче против сборной Италии забил первый гол за национальную сборную.

## Семья
Чинеду является двоюродным братом Эммануэля Эменике. Младшая сестра Брайта Кортни также занимается футболом и играет за сборную Нигерии. На чемпионате мира 2014 года среди девушек до 20 лет забила гол на 18-й секунде игры в ворота Кореи, установив рекорд этих соревнований.